# Lhommeia biskraria
Lhommeia biskraria is een vlinder uit de familie spanners (Geometridae). De wetenschappelijke naam van deze soort is voor het eerst geldig gepubliceerd in 1885 door Oberthür.
De soort komt voor in tropisch Afrika.